# クリスチャン・ボルタンスキー
クリスチャン・ボルタンスキー（仏: Christian Boltanski, 1944年9月6日 - 2021年7月14日）は、フランスの彫刻家、写真家、画家、映画監督、現代アーティスト。制作活動の初期から、生と死、個人の記憶や忘却、存在と不在を作品の主なテーマとした。兄は社会学者のリュック・ボルタンスキー（fr:Luc Boltanski）、パートナーは同じく現代アーティストのアネット・メサジェである。

## 経歴
1944年、ナチス占領下のパリで生まれる。父親は改宗ユダヤ人であったため、フランス人の母親と離婚して家を出て行ったように偽装し、家の床下に隠れ住んでいた。終戦後母親やその友人から聞かされた強制収容所の話を含むこれらの経験がボルタンスキーのトラウマとなり、後年の作品制作に影響することとなる。当初は表現主義風の絵画を独学で描いていたが、当時働いていた画廊で同時代の芸術家や彼らの作品と出会い、絵画の制作を止めるに至った。1968年にパリのラヌラグ映画館で初個展を開いた際は、映像作品と写真、マネキン人形を展示した。
翌年に発表した、小学校時代のクラス写真や、粘土で再現した遊具などを載せた小冊子「1944年から1950年の私の子供時代の残存物すべての探求と提示」は、現在に至る創作活動の原点としてボルタンスキーが触れている作品で、自らの記憶を題材とした。また、後に作品に頻出することになるビスケット缶もこの時期には既に導入していた。1970年代に入ると自分だけでなく、知り合いの家族写真や、不要となった個人の所有物を作品に取り入れ始める。1972年にはハラルド・ゼーマンに招待されカッセルのドクメンタに出品、以降現在まで数々の国際展に定期的に参加している。1970年代中盤から1980年代序盤は、専ら写真作品の制作を行った。
1985年に開始した「モニュメント」シリーズはボルタンスキーの代表作として挙げられる作品である。電球と金属のフレームで囲われた子供たちの白黒の顔写真が、祭壇のように配される形態は、彼の作品の一種のアイコンとなる。後年の派生作品「シャス高校」と「プーリム祭り」でも基本的にはこの形式が踏襲されているが、ユダヤ人の子供たちの写真を用いており、ホロコーストの文脈に結びつけられることが多い。実際、ボルタンスキーは父親が亡くなった1980年代後半になって、初めてユダヤ性を作品に取り入れられたと述べている。しかしボルタンスキーはホロコーストに留まらない、より普遍的な、そして避けられない死の表象を目指す。ユダヤ人だけでなく、スイス人やナチスの将校、殺人事件の被害者や加害者などあらゆる人種、立場の人々の写真を次々と作品に導入していった。表現手段も多様化し、古着、名前の一覧表などを用いて、無名の個人を記憶に留め、人間存在の重要さと儚さ、消滅を表現するようになった。
1990年代中盤からは演劇、スペクタクルへの傾倒を示し、照明デザイナーのジャン・カルマン、作曲家のフランク・クラフチクと共に、劇場や廃病院といった広大な空間での期間限定のインスタレーションに本格的に取り組むようになる。これらの作品では、建物内に雪を降らせたり、煙を漂わせたりして鑑賞者の身体的な感覚に訴えることを目指している。この概念は、ボルタンスキーが空間と作品の関係の重要性を初めて知覚した展覧会として位置づける、1986年の「暗闇のレッスン」（サルペトリエール病院礼拝堂）に端を発する。「暗闇のレッスン」は、展示全体で一つの作品を構成する、という以後の彼の個展に通底する観念の最初の例でもある。1990年代後半には、街中の看板での作品の掲示や駅の忘れ物の提示など公共空間でのプロジェクトにも着手した。近年は神話への志向を示し、人里離れた砂漠や海岸など、簡単には辿り着けない場所に作品を設置している。
日本との縁が深い芸術家で、早くも1960年代にテレビ番組の取材で来日している。国際展では越後妻有アートトリエンナーレ（2000年〜）と瀬戸内国際芸術祭（2010年）に参加、2006年には高松宮殿下記念世界文化賞を受賞している。2010年、香川県豊島に世界中の心臓音を集めた作品「心臓音のアーカイブ」が設置された。2018年に旭日双光章を受章し、2019年には大阪、東京、長崎で大規模な回顧展を開催する。
2021年7月14日、がんのため、パリの病院で死去。76歳没。
没後の2022年10月1日、宮城県南三陸町の震災伝承施設「南三陸311メモリアル」にて、常設展示作品「MEMORIAL」が公開された。

## ギャラリー

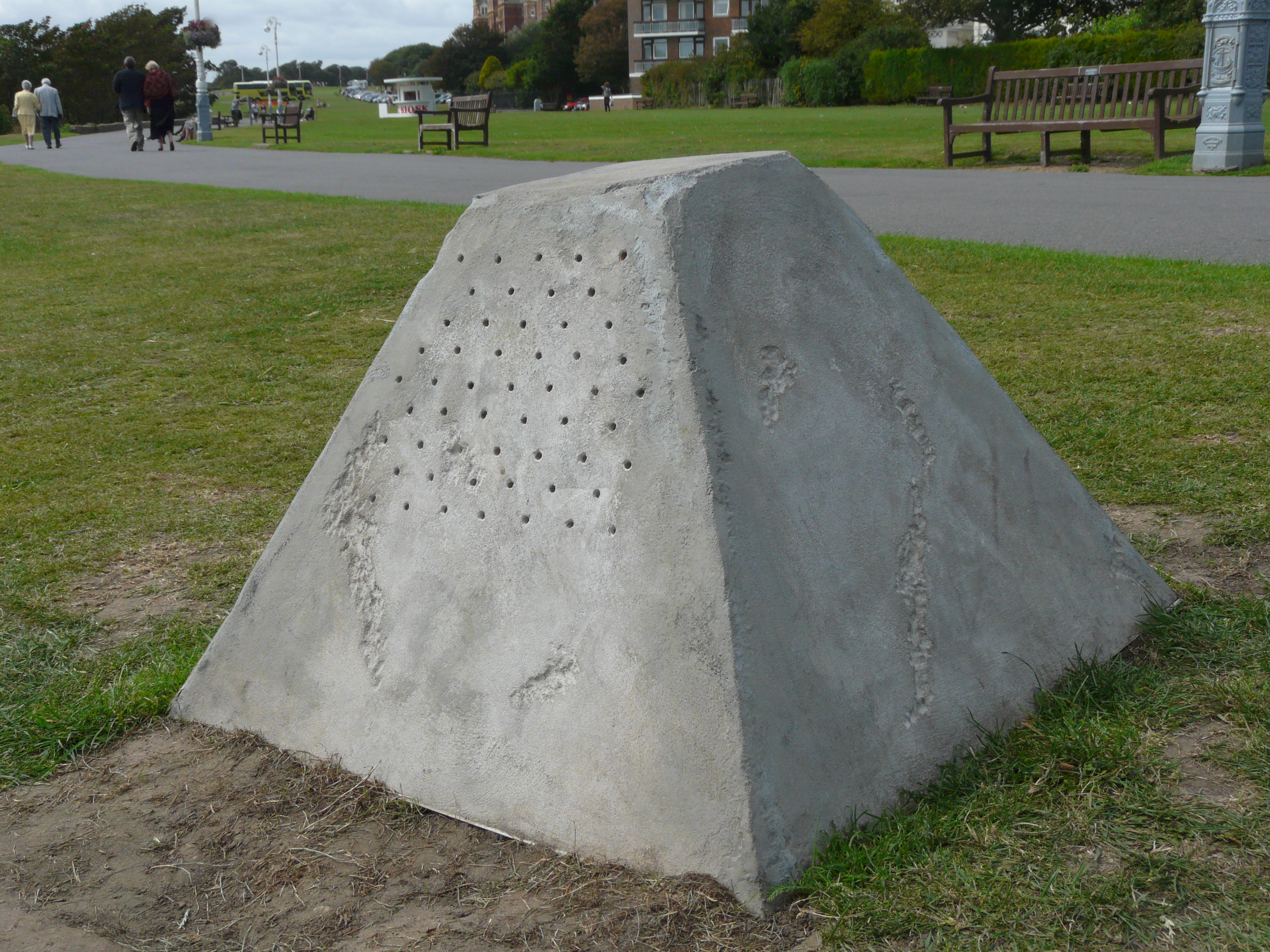
The Whispers, 2008.
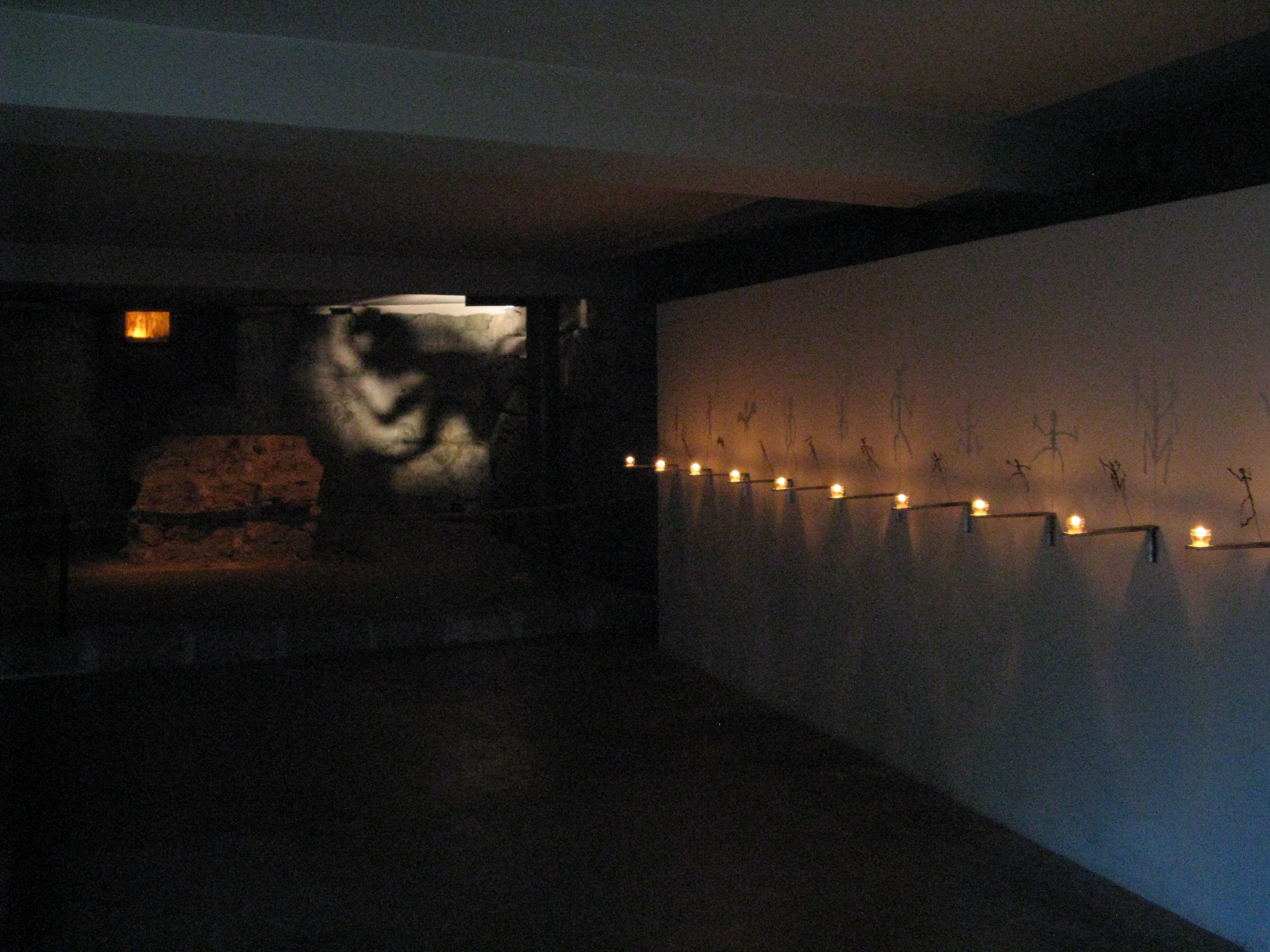
Vanitas, 2008.
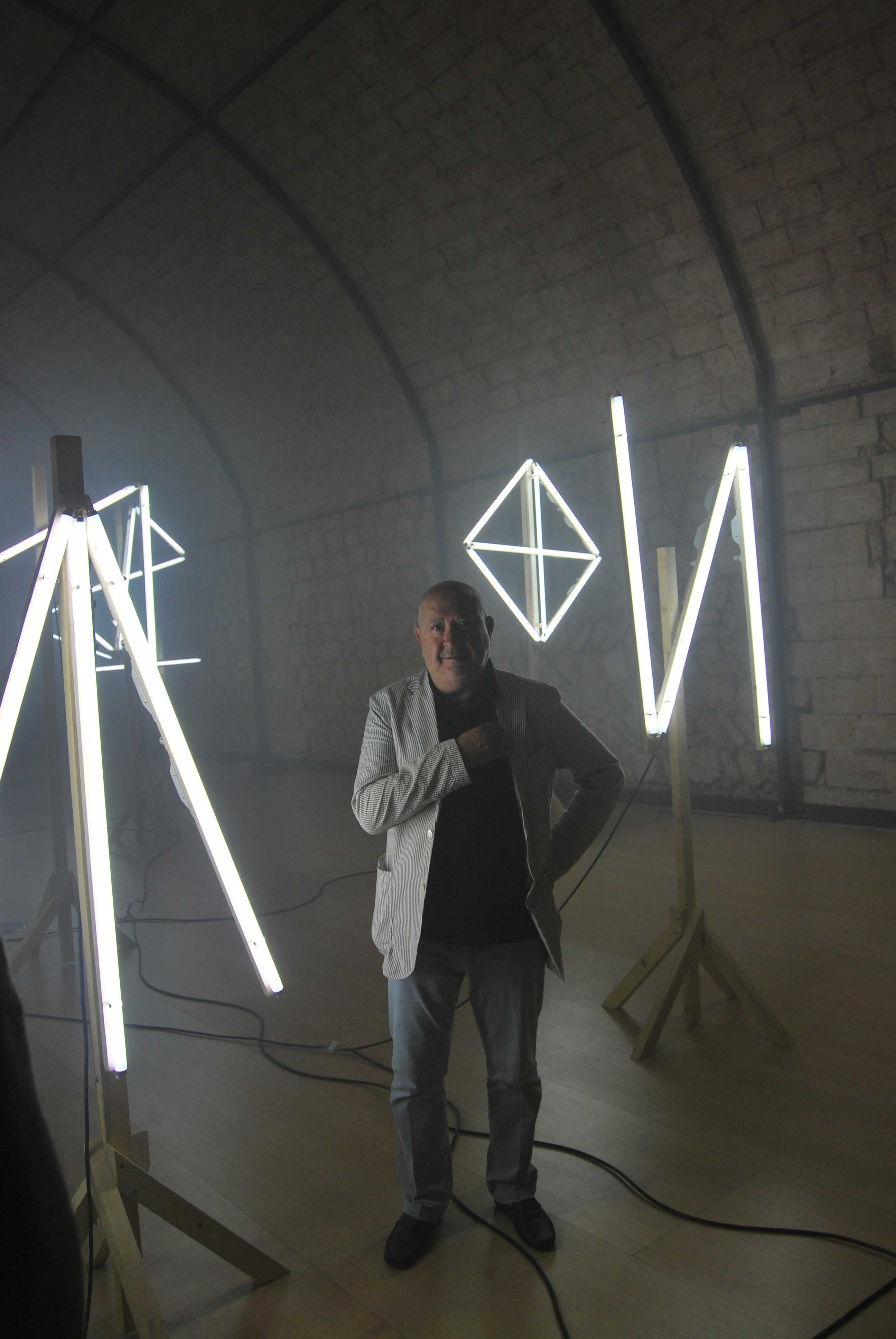
Signatures, 2011.
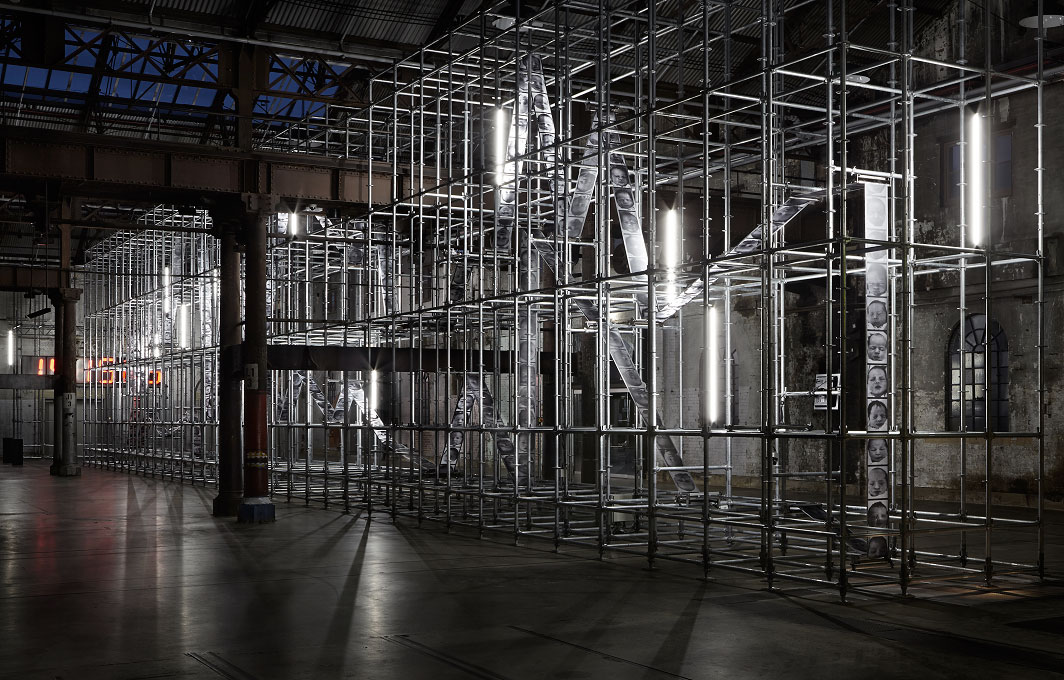
Chance, 2014.
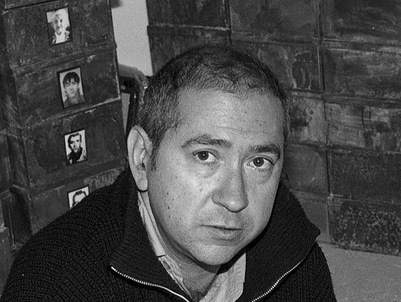
Christian Boltanski, 1990.
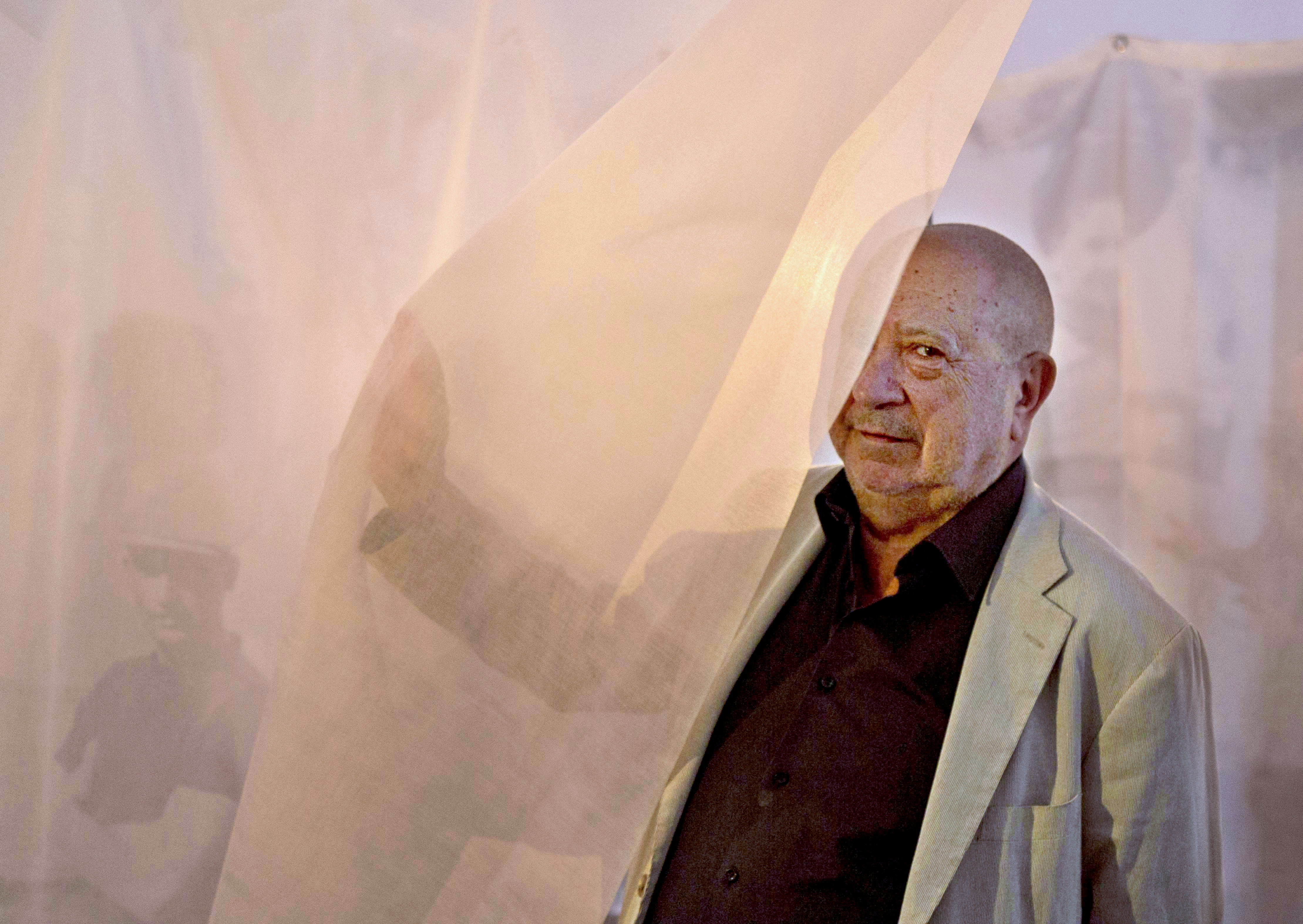
Christian Boltanski, 2015.